# Tetrapogon cenchriformis
Tetrapogon cenchriformis là một loài thực vật có hoa trong họ Hòa thảo. Loài này được (A.Rich.) Clayton miêu tả khoa học đầu tiên năm 1962.